# エーアンドエーマテリアル
株式会社エーアンドエーマテリアルは、太平洋セメントグループの中核建材会社。略称はA&AM、A&Aマテ。

## 概要
2000年（平成12年）10月に株式会社アスクと浅野スレート株式会社が合併して発足した。社名は合併した二社の頭文字にちなむ。
太平洋セメントの持分法適用関連会社の1つであり、不燃建材、トンネル内装材、非金属伸縮継手などの製造・販売を行っている。かつては石綿製品の製造も行っていた。

## 沿革

### 株式会社アスク
- 1924年（大正13年）3月 - 横浜市神奈川区に朝日スレート株式会社を設立。
- 1949年（昭和24年）5月 - 東京証券取引所に株式を上場。
- 1950年（昭和25年）12月 - 商号を朝日石綿工業株式会社に変更。本店を東京都中央区に移転。
- 1962年（昭和37年）7月 - 朝日珪酸工業株式会社を設立。
- 1987年（昭和62年）4月 - 朝日石綿工業が商号を株式会社アスクに変更。
- 1989年（昭和64年）1月 - 本店を横浜市鶴見区へ移転。
- 1989年（平成元年）11月 - アスク・サンシンエンジニアリング株式会社を設立。
- 1991年（平成3年）5月 - 山梨工場を分社化し、株式会社アスクテクニカを設立。

### 浅野スレート株式会社
- 1914年（大正3年）12月 - 浅野財閥が浅野スレート株式会社を創立。東京深川に浅野スレート工場を建設し、わが国最初のスレートを製造。
- 1923年（大正12年）10月 - 浅野セメントと合併、同社スレート部となる。
- 1951年（昭和26年）5月 - 日本セメント株式会社（旧・浅野セメント）より独立し、アサノスレート株式会社を設立。
- 1951年（昭和26年）10月 - 商号を浅野スレート株式会社に変更。
- 1960年（昭和35年）7月 - 関東浅野パイプ株式会社を設立。
- 1962年（昭和37年）10月 - 東京証券取引所第2部に株式上場。

### A&AM設立後
- 2000年（平成12年）10月 - アスクと浅野スレートが合併し、株式会社エーアンドエーマテリアルが発足。本店を東京都港区に定める。
- 2002年（平成14年）6月 - 本店を横浜市鶴見区に移転。
- 2004年（平成16年）3月 - 茨城工場、愛知工場、大阪工場を分社化し、それぞれ株式会社エーアンドエー茨城、株式会社エーアンドエー愛知、株式会社エーアンドエー大阪を設立。
- 2009年（平成21年）2月 - 会社分割により工事請負業を分社化し、エーアンドエー工事株式会社を設立。
- 2011年（平成23年）4月 - エーアンドエー愛知を吸収合併。
- 2022年（令和4年）3月31日 - 耐火二層管事業から撤退。
- 2023年（令和5年）4月 - 耐火二層管事業からの撤退に伴い、製造を担っていた関東浅野パイプを吸収合併[1]。
- 2024年（令和6年）11月 - 日本製紙から大昭和ユニボード（現・ユニボード）を取得[2]。
- 2025年（令和7年）
  - 2月 - 本社を東京都港区に移転。
  - 4月 - DICからDICデコール（現・デコール）を取得[3]

## 事業所所在地

### 本社・支店
- 本社・関東支店  - 東京都港区港南1-2-70 品川シーズンテラス
- 北海道支店 - 札幌市西区琴似3条2-1-13　日の出ビル2F
- 東北支店 - 仙台市若林区卸町3-3-3
- 中部支店 - 名古屋市中区栄1-16-6　名古屋三蔵ビル5F
- 関西支店 - 大阪府高槻市今城町25-3
- 中四国支店 - 広島市西区西観音町9-7　なかよしビル3F
- 九州支店 - 福岡市中央区天神4-1-1　第7明星ビル5F

### 工場
- 滋賀工場 - 滋賀県東近江市池之尻町2-3
- 茨城工場（株式会社エーアンドエー茨城）- 茨城県筑西市内淀263-1
- 大阪工場（株式会社エーアンドエー大阪）- 大阪府高槻市今城町25-3

## 関連会社
- アスク・サンシンエンジニアリング株式会社
- 株式会社アスクテクニカ
- エーアンドエー工事株式会社
- 株式会社エーアンドエー茨城
- 株式会社エーアンドエー大阪
- 朝日珪酸工業株式会社
- ユニボード株式会社
- デコール株式会社
- アスク沖縄株式会社
- アスクテクニカインドネシア